# Playing God
«Playing God» —en español: «Jugando a ser Dios»— es el quinto sencillo de Paramore de su álbum Brand New Eyes que fue estrenado el 25 de octubre de 2010 (sólo en el Reino Unido), siendo certificada por Fueled by Ramen, discográfica oficial de Paramore. Fue escrita por Hayley Williams, Josh Farro y Taylor York.
Hubo varios rumores que decían que se lanzaría a mediados de septiembre y octubre, pero después de ser grabado, se puso fecha. El vídeo se publicó el 16 de noviembre, tal como lo habían planeado anteriormente.

## Letra
La letra fue escrita por Hayley Williams, Josh Farro y Taylor York.
Hayley dijo que había escrito la canción sintiendo rabia mientras la escribía, pero no sonaba así y eso le agradó. Williams también dijo que la canción trata acerca de las personas que la juzgan por cuestiones relacionadas con la fe.

## Video
El vídeo para este sencillo fue grabado el 2 de noviembre de 2010 y fue dirigido nuevamente por Brandon Chesbro.
Este empieza con Hayley Williams saliendo de su coche (también suyo en la vida real) y yendo a su casa, entrando al sótano donde tiene a 4 chicos (el resto de integrantes de Paramore) atados con una soga y que quieren escapar mientras ella les canta el coro de la canción. Hayley hace de "chica mala" en este vídeo, lo que a muchos les resultó muy sorprendente y gracioso a la vez, ya que ella en la vida real es muy amable y simpática como dijeron sus compañeros. 
En el vídeo también aparecen los amigos de la banda, como: la novia de Jeremy Davis, Kathryn Camsey, Hunter Lamb, la esposa de Brandon Chesbro, Erin Chesbro, y el integrante nuevo del tour, Jon Howard. El vídeo se estrenó el 16 de noviembre en su página oficial, solamente a la vista de los miembros de dicha página.

## Presentaciones en vivo
La canción fue seleccionada para cantarse en vivo en los Premios MTV Video Music Awards del 2010 el pasado 12 de septiembre. 
La canción fue puesta a votación junto con Ignorance, Brick By Boring Brick, The Only Exception y Careful a las cuales les ganó con el 40.19%. Sobre esto, Hayley comentó que fue la oportunidad para presentar ante una enorme audiencia el quinto sencillo, el cual ya es todo un hecho. Sin embargo, la canción que usaron para su presentación fue The Only Exception.
Debido a que también se presentaría B.o.B para cantar Airplanes con Hayley, MTV decidió unir las presentaciones por lo que le dio dos opciones a la banda, cantar un tramo de Playing God o de The Only Exception. Después de pensarlo Paramore decidió cantar The Only Exception ya que además de que el lanzamiento de Playing God se pospuso para noviembre, no les agradaba la idea de tocar la canción incompleta, lo anunciaron en MTV 2 días antes agregando una disculpa a los fanes.

## Posición en las listas
| Lista (2010)                                 | Posición |
| -------------------------------------------- | -------- |
| UK Rock Singles (The Official Chart Company) | 5        |
| UK Singles Chart                             | 103      |
| Portugal Singles Top (AFP)                   | 18       |
| Bubbling Under Hot 100 Singles               | 1        |
| Top 100 Brazil                               | 4        |

## Personal
| - Producción - Rob Cavallo – productor - Paramore – coproductor - Chris Lord-Alge – remezclas - Ted Jensen – remasterización - Doug McKean – ingeniero de sonido - Jamie Muhoberac – teclados | - Paramore - Hayley Williams – vocales - Josh Farro – guitarra rítmica, guitarra acústica, voz secundaria - Taylor York – guitarra, guitarra acústica - Jeremy Davis – bajo - Zac Farro – batería |